# The Real McCoy (film)
The Real McCoy is een Amerikaanse actie-misdaadfilm uit 1993 onder regie van Russell Mulcahy.

## Verhaal
Karen McCoy was ooit een zeer succesvolle bankrover, totdat medecrimineel Schmidt haar laatste bankroof liet mislukken omdat ze weigerde met hem samen te werken en niet inging op zijn romantische toenadering. Ze verdween voor zes jaar lang achter slot en grendel, en probeert na haar vrijlating een eerlijke baan te vinden. Het probleem is echter dat niemand interesse heeft om een veroordeelde crimineel aan te nemen. Ondertussen neemt ze contact op met haar ex-man, met wie ze een inmiddels 9-jarige zoon Patrick deelt. Tot haar grote woede heeft hij Patrick echter verteld dat zijn moeder is overleden; ze heeft dan ook geen toestemming om contact met hem te leggen.
Aspirantcrimineel J.T. Barker, die zonder succes een tankstation probeert te overvallen, stuit Karen op een dag op het lijf en is starstruck. Hij probeert haar beter te leren kennen, maar zij wuift hem weg omdat ze geen criminele banden meer wil hebben. Wanneer Schmidt van J.T. krijgt te horen dat Karen is vrijgelaten uit de gevangenis, bedenkt hij onmiddellijk om een list om haar te dwingen om een bankroof te plegen. Hij schakelt Karens corrupte reclasseringsambtenaar Buckner in om Karen te chanteren om weer een misdaad te plegen.
Wanneer Karen weigert, besluit Schmidt daarop om Patrick te ontvoeren. Haar ex-man denkt dat Karen hier schuldig aan is, waarop zij poogt om Patrick te bevrijden. Dit mislukt, waarop ze toestemt om één laatste bankroof te plegen, vergezeld door J.T. en Schmidt. Gedurende de lange voorbereiding groeit ze steeds dichter naar J.T. toe en bouwt ze een band op met Patrick, die denkt dat ze een vriendin van zijn moeder is. Uiteindelijk laat ze de heist met opzet mislukken, zodat Schmidt achter slot en grendel belandt en zij kan vluchten met J.T. en Patrick. Met zijn drieën vluchten ze naar Rio de Janeiro, alwaar ze een nieuw leven opbouwen.

## Productie
Kim Basinger vertelde in een interview dat ze graag wilde samenwerken met de filmproducent en het scenario goed  vond omdat ze het zag als een "menselijk verhaal". De film werd opgenomen in de regio van Atlanta.

## Ontvangst
De film kreeg in de Verenigde Staten negatieve recensies en ook in Nederland was de pers gematigd enthousiast. Recensent van De Telegraaf schreef: "Geen verhaal vol verrassingen [..] maar best onderhoudend." Actrice Kim Basinger gaf in een later interview toe dat de film "door allerlei onverwachte factoren minder goed uitpakte dan het scenario beloofde."